# Zamfara
Zamfara è uno dei 36 stati della Nigeria, situato a nord-ovest della Nigeria con capitale Gusau. Fino al 1996, anno della creazione, l'area di Zamfara faceva parte dello stato di Sokoto. È stato il primo Stato ad introdurre la shari'a.

## Storia

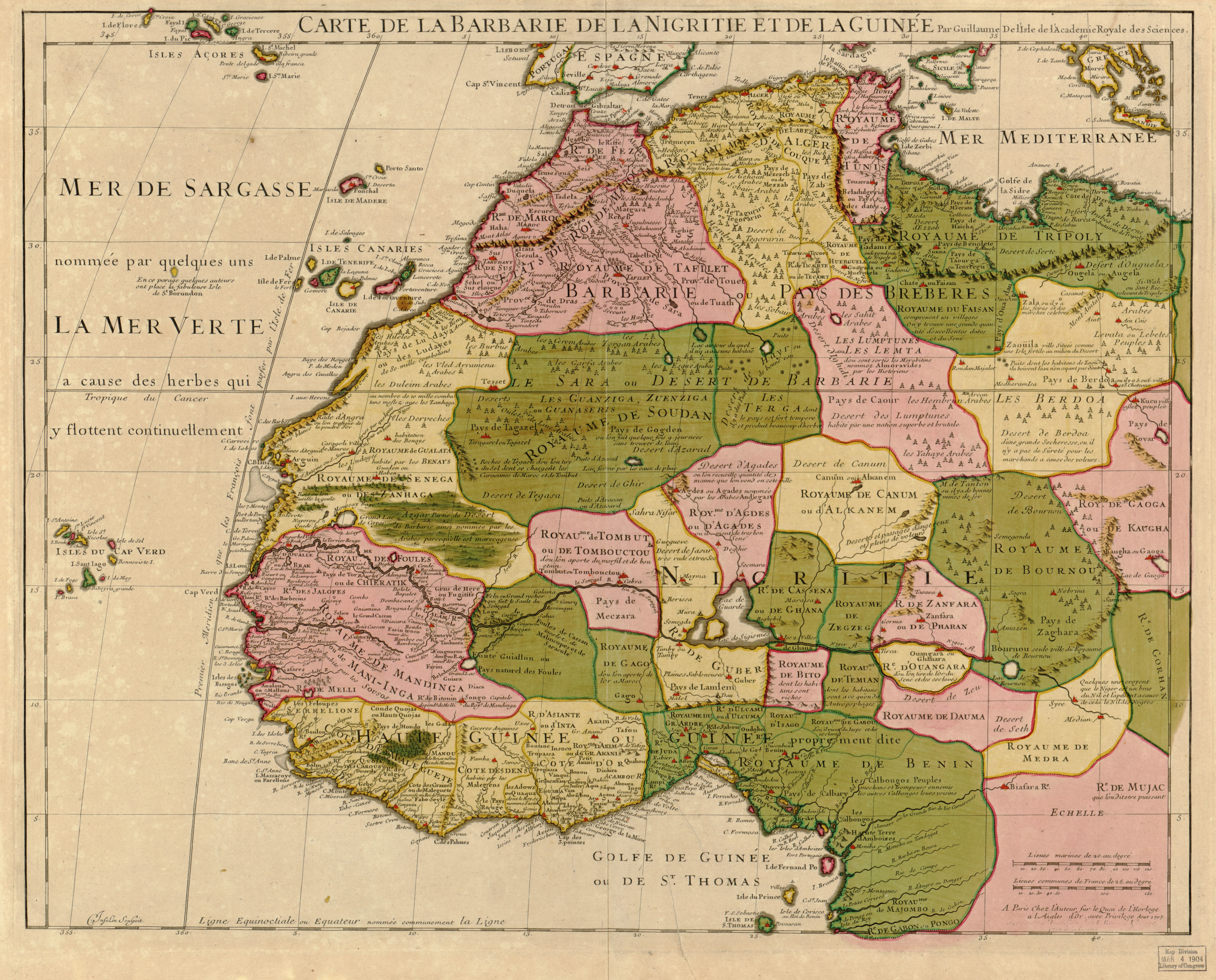
Mappa del 1707 dell'Africa nord-ovest, al cui centro si può vedere il "R. de Zanfara".

Lo stato Zamfara venne citato per la prima volta da Leone l'Africano agli inizi del XVI secolo. Alla fine del XVII secolo entrò in conflitto contro il sultanato di Agadez, venendo depredato e distrutto. 
Nel corso del XVIII crebbe di importanza fino ad arrivare ad attaccare lo stato di Kano.

## Politica

### Suddivisioni
Lo stato di Zamfara è suddiviso in quattordici aree a governo locale (local government areas):
1. Anka
2. Bakura
3. Birnin-Magaji/Kiyaw
4. Bukkuyum
5. Bungudu
6. Chafe
7. Gummi
8. Gusau
9. Kaura-Namoda
10. Maradun
11. Maru
12. Shinkafi
13. Talata Mafara
14. Zurmi